# Letis vultura
Letis vultura là một loài bướm đêm trong họ Erebidae.